# Pedrosa de Río Úrbel
Pedrosa de Río Úrbel település Spanyolországban, Burgos tartományban. Pedrosa de Río Úrbel Alfoz de Quintanadueñas, Las Quintanillas, Isar és Valle de Santibáñez községekkel határos. Lakosainak száma 243 fő (2024).

## Népesség
A település népessége az utóbbi években az alábbiak szerint változott:
| Lakosok száma | 280  | 269  | 258  | 257  | 287  | 257  | 245  | 240  | 252  | 243  |
|               | 2001 | 2004 | 2006 | 2009 | 2011 | 2014 | 2016 | 2019 | 2021 | 2024 |